# 拉钦库尔德共和国
拉钦库尔德共和国（北库尔德语：Komara kurdî ya Laçînê）是库尔德民族主义者于第一次纳戈尔诺-卡拉巴赫战争期间的1992年5月20日，在原库尔德斯坦县的辖区建立的一个短暂的未受国际普遍承认国家，并在同年底解散。